# Maître westphalien de 1473
Ne pas confondre avec le Maître brugeois de 1473, auteur du triptyque de Jean de Witte
Le Maître westphalien de 1473 est le nom de convention d'un artiste travaillant en Westphalie dans la deuxième moitié du XVe siècle et à Lübeck au début du XVIe siècle. Le maitre a reçu ce nom d'après le retable dit retable d'Anne et ou retable de la Parenté de la Wiesenkirche à Soest en Allemagne, une œuvre de jeunesse du maître datée de 1473. Comme le note Martens, l'adjectif « westphalien » est ajouté au nom de convention pour distinguer ce peintre du Maître brugeois de 1473, auteur du triptyque de Jean de Witte.

## Biographie
Le maître de 1473 était actif en Westphalie, peut-être dans l'atelier de Johann Koerbecke, et à Lübeck à partir des années 1480 et probablement jusque vers 1517. Comme pour le peintre de Lübeck Hermen Rode, on reconnaît chez lui l'influence du maître de Liesborn. L'historien d'art Harald Busch a émis l'idée qu'il pourrait être lié au peintre Henning von der Heyde.

## Œuvres
Les œuvres du maître qui se trouvaient dans l'Église Sainte-Marie de Lübeck, dont un grand diptyque avec prédelle et une partie d'un panneau avec saints Georges, Bartolomé et Adrien, un panneau avec saint Patrocle ont été victimes de l'incendie consécutif au bombardement aérien de Lübeck du 29 mars 1942. Dans l'église Saint-Jacques de Lübeck (« Jakobikirche ») se trouve un petit retable avec des donateurs non identifiés représentant une crucifixion. Harald Busch attribue au maître d'autres tableaux, dont une Sainte Anne « Selbdritt » avec de saintes maintenant à New York, un Repos sur la fuite en Égypte maintenant à Barcelone, un autre Sainte Parenté datée de 1484 au palais épiscopal d'Osnabrück, une autre Anne « Selbdritt », en grisaille, au même palais, une Annonciation, quatre tableaux de volets d'un retable sculpté au musée régional de Flensburg. Lübeck, comme ville de la Hanse, était aussi un centre du commerce d'œuvres d'art de l'Europe du Nord, et certaines œuvres en Scandinavie, en Suède et Norvège, lui sont aussi attribuées. Un grand retable avec deux volets contenant des scènes de la passion dans l’église de Söderköping, les volets d'un retable sculpté, par ailleurs perdu, provenant de Horg au musée de Trondheim, les volets d'un retable sculpté dans le musée de Tromsø et les volets du retable appelé le petit retable de Preetz au musée national de Copenhague. Un tableau dans la Wiesenkirche représentant Marie dans un vêtement d'épis « Maria im Ährenkleid » est d'attribution incertaine entre le maître de 1473 et le maître de Schöppingen.
Didier Martens, dans une longue étude propose l’attribution, au maître de 1473, d'un autre tableau, une Vierge à l'Enfant qu'il appelle la Madone de Nelahozeves et qu'il a étudié au château de Nelahozeves. L'œuvre est haute d'un peu moins de 50 cm, et représente le buste de la Vierge, vêtue d'un manteau rouge et d'une robe en brocart jaune au reflets dorés. Attribuée lors d'une exposition en 1935 à l'entourage du Maître de Flémalle, Martens avance de nombreux arguments en faveur de sa thèse.

## Le retable d'Anne ou retable de la Sainte Parenté

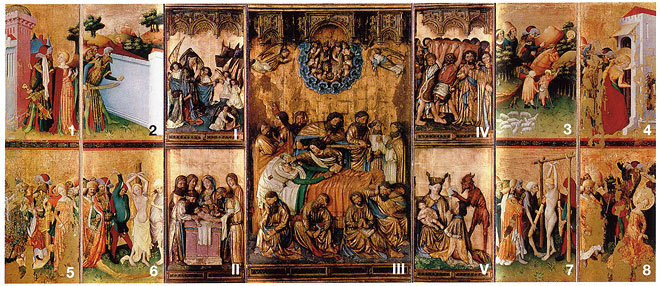
Retable de sainte Barbe. Musée national de Finlande, Helsinki. Illustration de la structure d'un grand tableau central flanqué de deux séries de six tableaux petits.

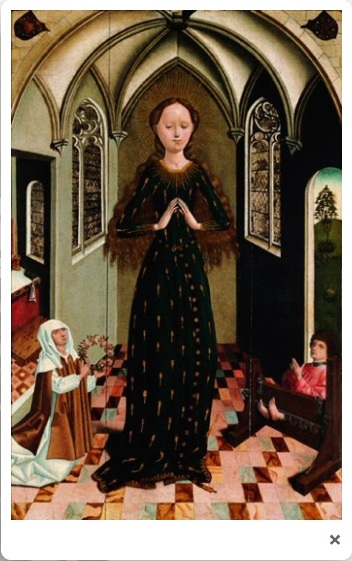
Marie aux épis. Exemplaire rare d'une Vierge vêtue d'une robe parsemée d'épis de blés. Wiesenkirche. Attribué au Maître de 1473.

Le retable a une structure générale qui se rencontre dès le début du XVe siècle en Allemagne, notamment en Allemagne du Nord. Sa forme - non son contenu - est similaire au retable de sainte Barbe du Musée national de Finlande ou du retable de Liesborn : Le panneau central est composé d'un grand tableau et de deux petits tableaux accolés de part et d'autre; chacun des deux volets est composé de quatre petits tableaux. Lorsque les volets sont fermés, ils recouvrent, à eux deux, le panneau central. Ce qui est un peu surprenant au début est l'organisation de la séquence narrative : quand le retable est ouvert, il y a six petits tableaux de chaque côté, et chacun de ces deux groupes illustre une histoire, à la manière d'une bande dessinée, sur deux lignes, sans tenir compte de l'obstacle physique que constitue le passage d'un volet au panneau central.
Dans le cas du retable de la Wiesenkirche, le panneau central montre une représentation de la Sainte Parenté sur trois générations. La scène est située dans une église gothique. Au centre, le groupe de « Anna Selbdritt » composée d'Anne, de Marie et de Jésus. Anne trône sous un baldaquin, entourée de ses trois époux, ses filles, gendres et leurs enfants. Chacun des personnages porte son nom. De chaque côté du panneau central, six petits tableaux additionnels relatent, à gauche, l'histoire de Anne et Joachim, et à droite des scènes de la vie de Marie. Les tableaux de la partie gauche représentent : le refus du sacrifice de Joachim par le prêtre, le séjour de Joachim chez ses bergers, où l'ange lui annonce la grossesse d'Anne, Anne et Joachim devant la porte dorée, la Nativité de Marie, la Présentation de Marie au Temple, et finalement le mariage de Marie et Joseph. Les tableaux de la partie droite représentent : l'Annonciation, la Visitation, la Nativité, l'Adoration des Mages, la Présentation au temple, et la Pentecôte. Le retable est posé sur une prédelle antérieure d'une centaine d'années. Sur fond rouge orné d'étoiles dorées on voit trois scènes bibliques : le Christ comme jardinier avec Marie Madeleine (une variante du Noli me tangere), l'Adoration des Mages, et le Christ avec Thomas. L'extérieur des volets latéraux, une fois le retable fermé, offre deux autres grands tableaux. Ce sont une Messe de saint Grégoire, sur le revers du volet gauche, et une Déploration sur celui du volet droit.